# Panforte
Le panforte, ou panforte di Siena, est un dessert italien traditionnel de Noël, originaire de Sienne et de ses environs (province de Sienne et aussi Massa Marittima) en Toscane, mais connu dans toute l'Italie. Son origine est très ancienne : les premiers témoignages écrits remontent à l'an mille. À cette époque, on l'appelait pane natalizio (pain de Noël), pane aromatico (pain aromatique) ou pain pepatus.
Aujourd'hui, il est également consommé en dehors de la période de Noël comme dessert avec du Vin santo ou un expresso.
Contrairement au touron qui est courant en Italie du Nord, le panforte est assez doux ; il diffère du pain d'épices en ce que les ingrédients ne sont que grossièrement hachés et cuits sans agents levants.

## Histoire
La panforte est lié aux recettes médiévales telles que le pain d'épices. Même les Romains confectionnaient un simple gâteau au miel, qu'ils appelaient panis mellitus. Des gâteaux similaires ont été transmis de l'Italie médiévale comme le melatello, le panmielato ou le panmelato. C'était une nourriture nourrissante pour l'hiver constituée d'une sorte de Beerawecka à base de farine, d'eau, de fruits du jardin (figues, pommes, raisins) et de noix. La recette a ensuite été affinée dans les monastères avec des épices exotiques venues d'Orient en Italie après les croisades, Sienne étant un important centre commercial pour les épices. 
Le panforte remonte au moins au XIIIe siècle. Des documents de 1205, conservés aux Archives d'État de Sienne, attestent que du pain aromatisé au poivre et au miel (panes melati et pepati), le miel améliorant la saveur et la durée de conservation, était payé aux moines et moniales locaux du monastère de Montecellesi (actuel Monte Celso, près de Monteriggioni) à titre de l'impôt ou de la dîme qui était due le 7 février de cette année,,. 
La préparation était confiée à l'Arte dei Medici e Speziali, la confrérie des apothicaires de l'époque, et était uniquement destinée aux nobles, aux riches et au clergé, parce qu'elle contenait des fruits confits (orange, cédrat et melon), des amandes et des épices extrêmement coûteuses en ce temps-là. 
Au cours de l'Histoire, la recette ne subit pas de modifications substantielles et ses ingrédients restèrent plus ou moins les mêmes, jusqu'en 1879, année où Marguerite de Savoie (reine d'Italie) se rendit en visite à Sienne. Pour l'occasion, un speziale (un apothicaire) prépara un panforte sans melon confit et couvert de sucre vanillé saupoudré de poivre noir. Les habitants de Sienne offrirent à la reine ce panforte Margherita, nom sous lequel ce panforte blanc, plus délicat, est encore aujourd'hui connu et commercialisé.
En mai 2013, le panforte di Siena obtient la certification IGP.

## Origine du nom
Depuis le Xe siècle, la préparation d'une simple focaccia à base d'eau et de farine fait partie de la tradition culinaire « pauvre », ensuite rendue plus sucrée par l'ajout de miel et de fruit, qui a été mélangé dans la préparation en petits morceaux, sans cuisson préalable. Ainsi, il arrivait, surtout au printemps ou en été, avec un climat chaud et une humidité élevée, qu'à la fin du processus, le fruit ne se dessèche pas complètement, donnant au produit un goût aigre caractéristique, d'où le nom, qui signifie littéralement « pain fort » ou « pain aigre ». Littéralement, panforte dérive du latin fortis, qui fait référence à la saveur épicée.
À l'origine, les Siennois l'appelaient panpepato (pain poivré), en raison du piment fort utilisé. Le dessert original était composé de farine de blé, de miel, d'épices, de figues sèches, de confiture, de pignons de pin et était parfumé au poivre.

## Préparation

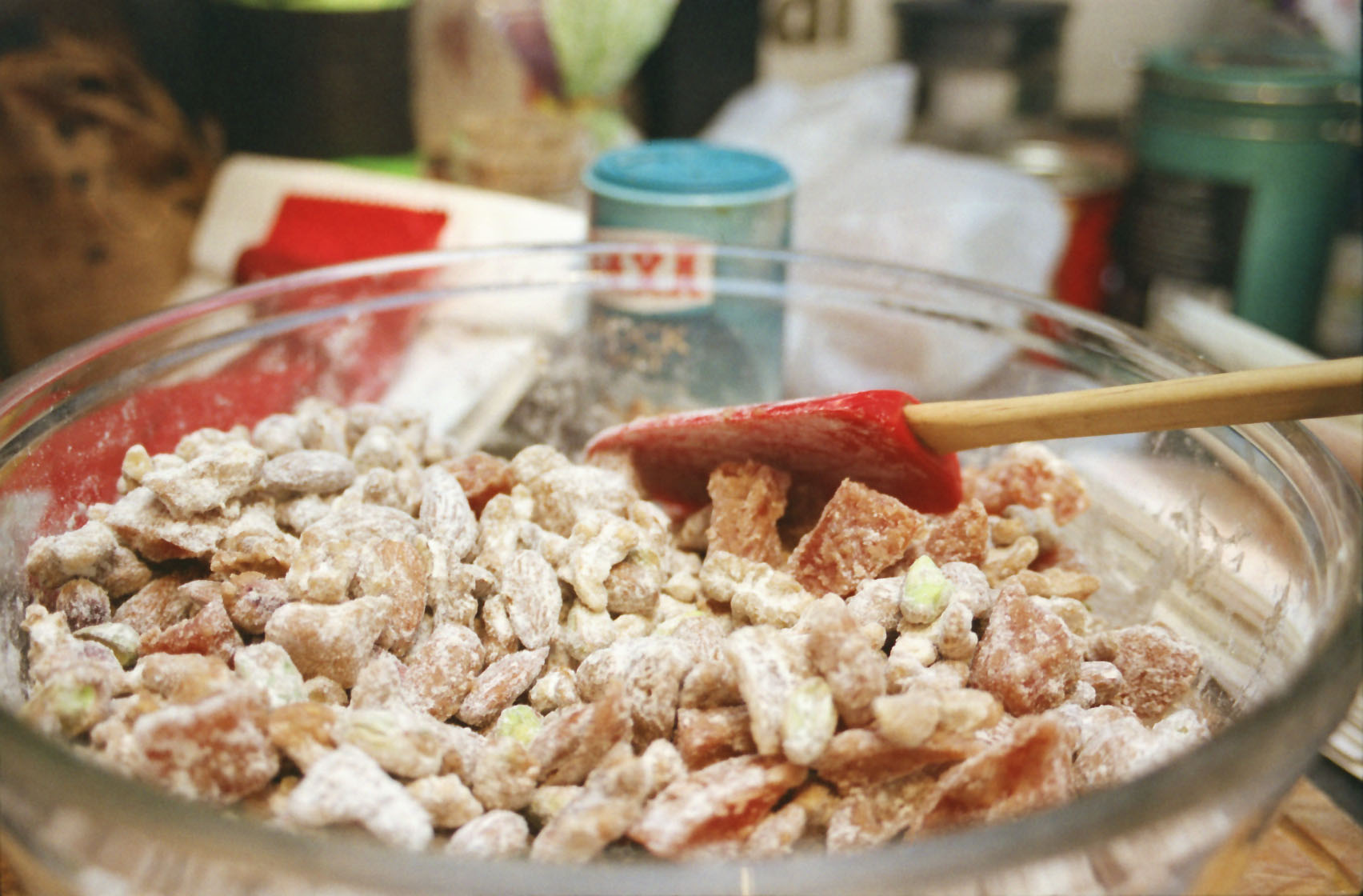
Préparation.

Le processus de fabrication du panforte est assez simple. Le sucre est dissous dans du miel et diverses noix, fruits et épices sont mélangés avec de la farine. Les ingrédients sont cuits sur des oublies rondes dans une casserole peu profonde. Le disque fini est saupoudré de sucre glace. Les panforte produits dans le commerce ont souvent une bande de papier de riz entourant le bord. Il peut se conserver plusieurs mois.
Actuellement, de nombreux magasins en Italie produisent du panforte, chaque recette étant leur propre interprétation jalousement gardée de la confection originale et emballée dans un emballage distinctif. Habituellement, un petit morceau est servi avec du café ou un vin de dessert après le repas, bien que certains l'apprécient avec leur café au petit-déjeuner.
À Sienne, qui est considérée par beaucoup, sinon la plupart des habitants de cette ville, comme la capitale italienne du panforte, on dit que le panforte doit contenir dix-sept ingrédients différents, dix-sept étant le nombre de contrades à l'intérieur des murs de la ville ou de leurs représentants au palio.

## Variantes
Le panforte bianco : ce panforte classique est également appelé panforte Margherita, d'après la reine Margherita de Savoie qui a assisté au palio de Sienne en 1879. Il est glacé au sucre vanillé.
Le panforte nero, dérivé du panpepato dont l'origine remonte à 1280, a un goût plus fort que le panforte bianco. Il contient une proportion plus élevée d'épices à coloration foncée telles que la cannelle et la noix de muscade et peut également être coloré avec du caramel. Le panforte nero est préparé avec du melon confit, du cacao et du peperoncino, du sucre à la place du miel ; du poivre est ajouté aux épices.
Le massa marittima est similaire à panforte Margherita.
Le panpepato Ternano est une variante de Terni. Cette pâtisserie est plus foncée et contient des pignons de pin, plus de cacao et de poivre.
Le pampepato di Ferrara est une appellation d'origine protégée pour une pâtisserie similaire de Ferrare.
Aujourd'hui, une grande variété de modifications des recettes classiques sont également proposées, telles que des panforte enrobés de chocolat (1820), à la farine de châtaigne, aux raisins secs ou aux noix.

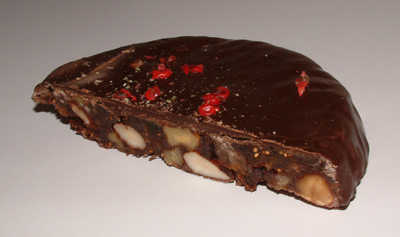
Panforte au chocolat.
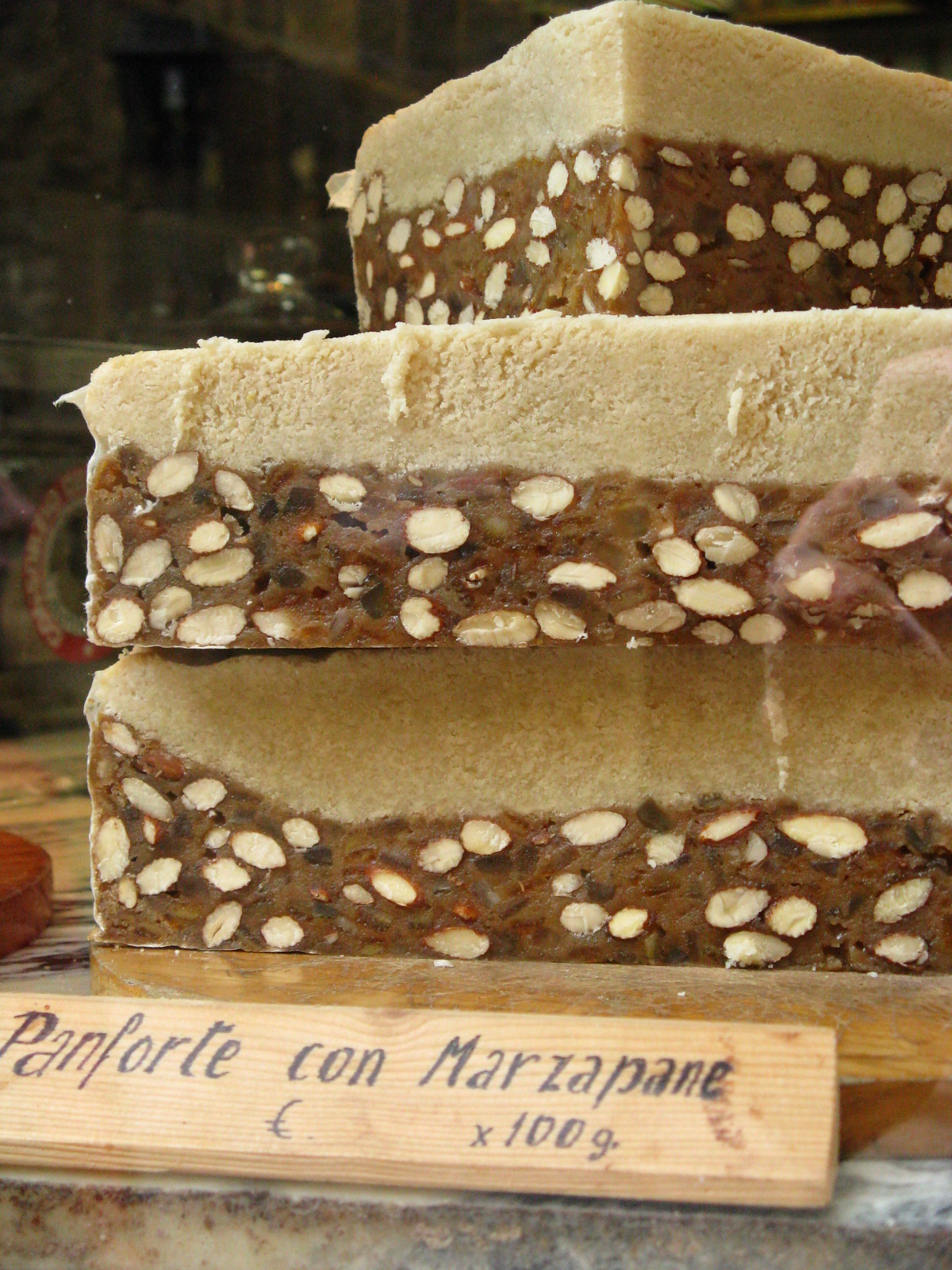
Panforte au massepain dans un magasin de San Gimignano.